# Guilagundi, Haveri
Guilagundi là một làng thuộc tehsil Haveri, huyện Haveri, bang Karnataka, Ấn Độ.